# Zbigniew Kwaśniewski
Zbigniew Kwaśniewski (ur. 2 kwietnia 1948 w Suwałkach, zm. 29 czerwca 2017 w Bayonne) – polski piłkarz, reprezentant kraju.

## Kariera sportowa
Wychowanek Wigier Suwałki w I zespole tej drużyny grał w latach 1964–1968. Następnie był zawodnikiem Włókniarza Białystok do 1971, w którym to roku, przeszedł do I ligowej Gwardii Warszawa. Następnym klubem od roku 1974 do końca kariery piłkarskiej w Polsce, gdzie „rządził i dzielił” była I ligowa Odra Opole, z którą to w 1977 roku zdobył Puchar Ligi dający prawo grania w Pucharze UEFA.

## Reprezentacja Polski
W sezonie 1977/1978 przed Mistrzostwami Świata w Argentynie uczestniczył we wszystkich zgrupowaniach kadry Jacka Gmocha. Miał już uszyty garnitur i spakowane walizki przed wyjazdem reprezentacji Polski na te mistrzostwa. W ostatniej chwili Jacek Gmoch i kilku działaczy dokonało zmiany w składzie i miejsce Z. Kwaśniewskiego zajął Roman Wójcicki (już na mistrzostwach o tę zamianę do trenera miało pretensje kilku starszych zawodników). 
Zbigniew Kwaśniewski rozegrał w 1978 roku dwa mecze w I reprezentacji Polski, w wygranych meczach z Luksemburgiem (3:1) i Grecją (5:2). 
| l.p. | Data            | Miejsce    | Przeciwnik | Rezultat | Rozgrywki  | Grał   | Uwagi |
| ---- | --------------- | ---------- | ---------- | -------- | ---------- | ------ | ----- |
| 1.   | 22 marca 1978   | Luksemburg | Luksemburg | 3-1      | towarzyski | od 73' |       |
| 2.   | 5 kwietnia 1978 | Poznań     | Grecja     | 5-2      | towarzyski | od 46' |       |

Powiedzieli o Kwaśniewskim dla prasy:
Antoni Piechniczek (1983) (trener Kwaśniewskiego w Odrze Opole) ...w swojej trenerskiej karierze spotkałem kilku piłkarzy, którzy jak Kwaśniewski- debiutowali w ekstraklasie w wieku 27 lat tylko dlatego, że urodzili się z daleka od renomowanych piłkarskich ośrodków. A Kwaśniewski był przecież nie mniej utalentowany niż Lubański lub Deyna, lecz czy mógł rozwinąć swój talent w Suwałkach.
Józef Młynarczyk (1983) (kolega Kwaśniewskiego z Odry Opole) - Pytanie dziennikarza - Kto był liderem zespołu, tym którego słuchaliście? – J.Młynarczyk - Wszyscy darzyli sympatią i zaufaniem i słuchali Zbyszka Kwaśniewskiego. Był to piłkarz od którego zaczynała się większość akcji w Odrze. On kierował zespołem na boisku. To był bezbłędny technicznie piłkarz...
Józef Mudarewicz (kolega Kwaśniewskiego z Włókniarza Białystok ...Ot choćby Zbyszek Kwaśniewski. Przecież to artysta z brazylijską "kiwką". On potrafił w budce telefonicznej "założyć siatkę" przeciwnikowi. Szkoda tylko że tak późno trafił do wielkiej piłki...
Kwaśniewski wraz z Gwardią Warszawa w sezonie 1972/1973 grał w Europejskim Pucharze Zdobywców Pucharu w I rundzie Gwardia wyeliminowała Ferencvárosi TC. W II rundzie odpadła po remisie (1:1) w Warszawie i przegranym meczu (0:1) z Feyenoordem w Rotterdamie.
Kwaśniewskiego trenowali m.in. Roman Racz w Wigrach, Bernard Dryll we Włókniarzu, Ryszard Koncewicz w Gwardii, Antoni Piechniczek w Odrze.
Karierę piłkarską zakończył w klubach polonijnych w USA, gdzie zmarł 29 czerwca 2017 roku. 
Napisano na podstawie pracy magisterskiej Krzysztofa Krzywickiego AWF Warszawa 2003. "Dzieje Suwalskiego Klubu Sportowego Wigry Suwałki w latach 1947-2002".